# 柯克伍德天文台
柯克伍德天文台是一個天文學的天文台，它屬於印第安納大學布魯明頓分校，位於美國印第安納州布魯明頓。它的名稱是為了紀念丹尼爾·柯克伍德（1814年－1895年），他是印地安納大學的天文學家兼數學教授，曾發現小行星帶中的空隙，也就是現在所謂的柯克伍德空隙。  
建於1900年，於1901年5月15日落成，並在2001年至2002年配合學術年進行更新。雖然設備已經不再做為學術研究之用，但原先由沃納和史懷世公司建造的12英吋折射望遠鏡布拉希爾主鏡的解析力也完全恢復了。
柯克伍德天文台也有一架太陽望遠鏡。

## 歷任台長
- John A. Miller (1901-1906)
- Wilbur A. Cogshall (1907-1944)
- Frank K. Edmondson (1944-1978)

## 外部連結
- Topographical map from TopoZone
- Bloomington Clear Sky Clock （页面存档备份，存于） Forecasts of observing conditions covering Kirkwood Observatory.